# Paris vaut bien une messe
Paris vaut bien une messe est une expression par laquelle le locuteur illustre la possibilité de compromettre ses principes pour un gain pragmatique, en faisant un petit sacrifice pour un grand avantage. Cette expression fait allusion à la seconde conversion au catholicisme d'Henri de Navarre, entreprise afin de devenir roi (Henri IV de France) , le 25 juillet 1593. La messe dont il est question ici décrit soit l'obligation d'un bon catholique d'assister régulièrement à la messe, soit une messe particulière qui implique le couronnement.[réf. nécessaire] Bien que l'attribution de ce mot d'esprit à Henri lui-même soit apocryphe, les historiens s'accordent à dire que les motifs de sa conversion étaient presque entièrement politiques.

## Contexte
Henri de Navarre était un roi protestant et l'héritier présomptif du trône de France, alors que la dynastie des Valois touchait à sa fin faute d'héritier mâle direct. Il épousa Marguerite de Valois, une princesse catholique. Peu après leurs noces, lors du massacre de la Saint-Barthélemy, Henri put survivre en promettant de se convertir au catholicisme. Henri de Navarre, resté protestant, fut l'un des protagonistes de la guerre des Trois Henri, qu'il finit par remporter. Toutefois, il ne parvint pas à prendre le contrôle de Paris. C'est pourquoi, le 25 juillet 1593, encouragé par sa maîtresse Gabrielle d'Estrées, il renonça définitivement au protestantisme et se convertit au catholicisme, afin d'assurer son emprise sur la couronne de France.

## Origines
Henri IV était connu comme un monarque prudent et calculateur, si bien que les historiens, à commencer par Édouard Fournier au XIXe siècle, jugent peu probable qu'il soit celui qui prononce une phrase aussi controversée. Konstantin Dushenko (en) note que la popularité de la forme moderne de l'expression remonte à son utilisation par Voltaire en 1766 . Voltaire exprime dans ce passage son opinion selon laquelle la religion est une question d'opportunisme, un instrument de gouvernement.
Comme l'avait souligné Fournier, dans un recueil anonyme d'anecdotes publié en 1622 (Les Caquets de l'accouchée) la phrase est prononcée à Henri de Navarre par Maximilien de Béthune, duc de Sully. Le duc de Sully conseilla à Henri de se convertir au catholicisme, tout en restant lui-même protestant. Interrogé par Henri sur les raisons de sa propre absence à la messe, le duc aurait répondu : « Sire, sire, la couronne vaut une messe ».) .
Les journaux contemporains de Pierre de L'Estoile contiennent encore une autre version des événements, écrite en janvier-février 1594 : lorsque Henri IV demanda à un courtisan anonyme si ce dernier allait à la messe, le courtisan répondit par l'affirmative, ajoutant : « Pource que vous y allez, Sire ». Henri aurait répondu « [J]'entends bien que c'est : vous avez volontiers quelque couronne à gagner »,.
Ph. Roget, un conservateur à la Bibliothèque de Genève, signale en 1892 un autre document contemporain dont le titre commence par « Remonstrance chrétienne et métamorphose pour la justification des chrétiens enfants fidèles... », le titre est si long que Roget ne l'écrit pas en entier). Ce document de 516 pages a été écrit par Mathieu de Launoy, imprimé en 1601 quelque part dans les domaines de Philippe II d'Espagne, et est adressé à Henri IV. Aux pages 363-364, de Launoy rapporte que dans un traité latin, un « hérétique » sous les initiales A.N.L.D.F.M. avait écrit à propos d'un échange entre le roi de France et un courtisan : « Et bien tu vas maintenant à la mésse qui t'y fait aller ? − Votre exemple − Tu es un mal habile homme, penses-tu que ta messe vaille une couronne de France comme la mienne ? ».

## Dans la culture
Henry Boyer, un linguiste français, compare l'expression « Paris vaut bien une messe » à un palimpseste, un texte si connu qu'il est devenu un modèle générique (dans ce cas, « X vaut bien Y ») prêt à être réutilisé dans des contextes complètement différents qui supposent la familiarité du lecteur avec l'expression originale et ses racines historiques:
- « Paris vaut bien un prix » (annonce d’un prix par la RATP en 1987) ;
- « La Palestine vaut bien une messe » (article de Libération sur la rénovation de Bethléem et la messe de minuit spéciale prévue pour Noël 1999).

## Sources
- Henri Boyer, « L'incontournable paradigme des représentations partagées dans le traitement de la compétence culturelle en français langue étrangère », Éla. Études de linguistique appliquée, vol. n° 123-124, no 3,‎ 2001, p. 333-340 (ISSN 0071-190X, DOI 10.3917/ela.123.0333, lire en ligne)
- Pierre de L’Estoile, Journal de L’Estoile: extraits [1594], A. Colin, 1906 (lire en ligne), p. 187
- (en) Edmund H. Dickerman, « The Conversion of Henry IV: », The Catholic Historical Review, Catholic University of America Press, vol. 63, no 1,‎ 1977, p. 1–13 (ISSN 0008-8080, JSTOR 25020023, lire en ligne, consulté le 30 mars 2025)
- (ru) Konstantin Dushenko, Большой словарь цитат и крылатых выражений, Litres,‎ 7 avril 2011 (ISBN 978-5-457-02195-2, lire en ligne), « Генрих IV Бурбон »
- Edouard Fournier, L'esprit dans l'histoire: recherches et curiosités sur les mots historiques, Dentu, 1857 (lire en ligne), « XXI »
- (en) Henry Haxo, « The Critical Attitude of the French Mind », Quarterly Journal, University of North Dakota, vol. 12, no 2,‎ janvier 1922, p. 122-155 (lire en ligne)
- (en) Mack P. Holt, The French Wars of Religion, 1562-1629, Cambridge University Press, 1995
- Georges Planelles, Les 1001 expressions préférées des Français, Les Éditions de l'Opportun, 31 octobre 2019 (ISBN 978-2-36075-876-0, lire en ligne), « Paris vaut bien une messe »
- Ph.[ilippe] Roget, « Un nouveau document donné par un contemporain sur le mot historique Paris vaut bien une messe Il existe », L'Intermédiaire des chercheurs et curieux, Benj. Duprat, Libraire de l’Institut, vol. 25,‎ 1892, p. 462-464 (lire en ligne)
- (en) Charles Anthony Shriner, Wit, Wisdom and Foibles of the Great: Together with Numerous Anecdotes Illustrative of the Characters of People and Their Rulers ..., Funk and Wagnalls, 1918, 278-280 p. (lire en ligne), « Henry IV »
- Voltaire, OEuvres complètes de Voltaire, vol. 25, Paris, Garnier, 1893, 477-490 p. (lire en ligne), « Le Président de Thou justifié contre les accusations de M. de Bury [1766] »
- (en) Elizabeth Webber et Mike Feinsilber, Merriam-Webster's Dictionary of Allusions, Merriam-Webster, 1999, 403-404 p. (ISBN 0-87779-628-9, lire en ligne), « Paris is well worth a mass »